# Paul Nikitchenko
Paul Nikitchenko (* 1963) ist ein russischer Maler.
Nikitchenko wurde in Moskau geboren. Ab 1983 studierte er in Moskau, zunächst an der National University of Art, von 1987 bis 1989 an der privaten Kunstschule Professor Buturlins. 1992 arbeitete er am International Universum Art Centre in Moskau, 1993 gründete er die Ivanor Art Agency und organisierte dann zwei Jahre lang Ausstellungen moderner russischer Künstler. 1995 übersiedelte er nach Prag, später nach New York.

## Ausstellungsorte
- 1987 All-USSR City Landscape Exhibition
- 1988 All-USSR exhibition of young artists im Moskauer Jugendpalast
- 1991 Universum Art Centre, Moskau
- 1992 Galleries International Festival in Honolulu, USA
- 1992 The Museum of Applied Art, Moskau
- 1992 Universum Art Centre, Moskau
- 1993 Graphic Art International Festival in Seoul, Südkorea
- 1993 Central Artist’s Hall, Moskau
- 1993 Domino Galerie, Prag
- 1994 Domino Galerie, Prag
- 1995 „Rapid“ Exhibition Centre, Prag
- 1995 Valeria Galerie, Prag
- 1996 K + B Galerie, Prag
- 1996 Redle und Co., Prag
- 1996 Exhibition Centre, Prag
- 1997 Prague Gallery, Prag
- 1997 Domino Galerie, Prag
- 1997 Jama Auction
- 1998 Godot Galerie, Prag
- 1998 Domino Galerie, Prag
- 1998 Prague Gallery, Prag
- 2004 Frederick Festival of the Arts, New York
- 2004 Art Festival, Fort Myers
- 2005 Arts Festival, Decatur
- 2005 Outdoor Arts Festival, New York
- 2005 First Security Bank Woodland Art Flair
- 2005 Leesburg Art Festival